# Volume (acustica)
Il volume o l'intensità o comunemente la rumorosità di un suono (in inglese è detto anche Loudness ), è la qualità acustica e psicoacustica associata alla forza di un suono, determinata dalla pressione che l'onda sonora esercita sul timpano e strettamente legata alla percezione soggettiva e individuale (oppure, anche ai diagrammi di isosensibilità).
Il volume di un suono è la categoria a cui appartengono tutti gli attributi secondo cui lo ordiniamo da debole a forte. E siccome l'intensità percepita varia in questo campo, seguendo all'incirca una distribuzione logaritmica, viene considerata un'entità soggettiva, ed è quindi da evitare di confondere con le grandezze fisiche che misurano i valori assoluti, di alcune fattezze dei suoni, come la pressione acustica, l'intensità acustica e la potenza acustica. La fisica annovera tuttavia esperimenti, come ad esempio la pesatura A (in ambito della risposta in frequenza), che tentano di far corrispondere le misurazioni fisiche dei suoni, al volume come percepito dall'essere umano. Bisogna però considerare che sono molteplici i fattori e notevole la complessità della percezione delle varie intensità di un suono, e che quindi i suddetti esperimenti sono approssimativi; poiché, il volume di un suono è influenzato anche da vari altri parametri come la frequenza, la larghezza di banda delle onde sonore, e infine anche dalla durata nel tempo del suono stesso.